# Доватур Аристид Іванович
Аристид Іванович Доватур (23 жовтня 1897, Рені, Бессарабська губернія — 17 березня 1982, Ленінград) — радянський історик, антикознавець, професор Ленінградського університету (1926—1933).

## Життєпис

### Ранні роки
Аристид Іванович Доватур народився 1897 року в місті Рені, Бессарабська губернія (нині Одеська область) в родині кадрового офіцера російської армії. Батько мав французьке коріння, його пращур переїхав до Росії в добу Великої Французької революції, а саме прізвище Доватур походило від фр. de Vautour. Мати походила із греко-румунського знатного роду, що сходив своїм корінням до однієї з гілок візантійської династії Кантакузинів. Хоча родина жила за російськими звичаями, вдома спілкувались окрім російської і французькою, і румунською, і новогрецькою мовами. Відтак з дитинства був поліглотом. Трохи пізніше вже самостійно оволодів польською, німецькою, англійською, італійською, іспанською, португальською мовами, а також давньогрецькою і латинською мовами.

### Освіта
Коли батька перевели служити у Варшаву, Аристид Іванович вступив до 1-ї Руської гімназії, здобув у ній відмінну класичну освіту і саме тут зацікавився історичними науками. Особливо жвавий інтерес у шкільні роки він проявляв до історії Франції, читав праці Віктора Дюрюі, також відомого роботами з історії Стародавньої Греції і Риму.
Із початком Першої світової війни батько був мобілізований, а Аристид із матір'ю виїхали в Саратов, де він вступив на історико-філологічний факультет університету. Тут його наставниками стали філологи-класики С. Ф. Протасова, С. В. Мелікова-Толстая, В. Я. Каплинський. Вже у студентські роки Аристид Доватур сформувався як антикознавець, його дипломну роботу, присвячену елегіям Солона, удостоїли золотої медалі.
1922 року розпочав трирічне навчання в аспірантурі Петербурзького університету, де працював під керівництвом С. О. Жебелева і І. І. Толстого. Входив до складу гуртка петербурзьких елліністів АБДЕМ (до нього також входили О. Болдирєв, А. Єгунов і А. Міханков), який займався перекладами Ахілла Татія і Геліодора (1925—1932 роки).

### Ленінградський університет
Очікуючи на місце викладача в університеті, 1926 року закінчив Вищі курси бібліотекознавства при Державній публічній бібліотеці і почав у ній працювати бібліотекарем, а потім науковим співробітником і бібліографом, в 1933—1934 роках — бібліографом і в Бібліотеці академії наук. 1932 року відкрилася кафедра класичної філології, і Аристид Іванович Доватур став одним з перших її співробітників. Перекладав з давньогрецької і латинської, згодом з'явились його перші наукові статті, присвячені спадщині Солона, Геродота і Політії Аристотеля. Свої статті перекладав на французьку, і їх друкували в журналі «Revue des Etudes Grecques».

### Роки ув'язнення і звільнення
Однак піднялася нова хвиля радянського терору, під яку потрапив і Аристид Доватур. 1935 року його вислали до Саратова, 1937 року засудили за звинуваченням у контрреволюційній діяльності. Вироком стали 10 років ув'язнення у концтаборі Горьківської області, робота на лісоповалі. Вижити у концтаборі допомогло призначення медичним статистиком, оскільки добре знав латину.
1947 року його звільнили, однак заборонили мешкати у великих містах. Тому Аристид Доватур, маючи рідних і товаришів у Ленінграді, був вимушений оселитись у Лузі Ленінградської області, розташованій за 136 км на південь від Ленінграда. Вижити на волі допомагали друзі, які замовили кілька перекладаів з латині до видання повного зібрання творів Ломоносова, а також позичали в борг (коли Аристид Іванович знову влаштувався в Ленінградський університет, ще довго виплачував борги). Однак і в таких умовах, він не припинив займатись наукою: працював у бібліотеках і Академічному архіві, накопичуючи матеріал для кандидатської дисертації. Допомогу у підготовці роботи йому надав його колишній наставник І. І. Толстой.

### Після реабілітації
1952 року у віці 55 років Аристид Іванович Доватур нарешті захистив кандидатську дисертацію. За три роки, 1955, повністю реабілітований, отримав право оселитись в Ленінграді і місце в Ленінградському університеті, став доцентом кафедри класичної філології. 1957 року призначений завідувачем кафедри, 1964 року захистив докторську дисертацію, 1968 року здобув наукове звання професора. Від 1956 року очолював студентський науковий гурток, в якому провів 171 засідання.
Загалом ще на початку 1960-х років, надолуживши згаяні роки, Аристид Доватур не тільки зрівнявся із багатьма вітчизняними антикознавцями, але й випередив багатьох з них. Помер Аристид Іванович Доватур 1982 року від інфаркту.

## Основні праці
- Повествовательный и научный стиль Геродота. Л., 1957;
- Политика и Политии Аристотеля. М.; Л., 1965;
- Рабство в Аттике в VI — V вв. до н.э. Л., 1980.
- Античные сборники писем Цицерона [Архівовано 17 вересня 2010 у Wayback Machine.]//Письма Марка Туллия Цицерона к Аттику, близким, брату Квинту, М.Бруту. т. I, годы 68—51. Издательство Академии Наук СССР, Москва—Ленинград, 1949, с. 403—412.
- [Архівовано 18 вересня 2010 у Wayback Machine.] Фрагмент «Боттиейской Политии» Аристотеля//«Древний мир: сборник статей в честь академика В. В. Струве». М.: Издательство восточной литературы, 1962 г. С. 490—500.
- Феогнид и его время. Наука. Ленинградское отделение, 1989. — ISBN 5020271675
- Фукидид и мегарская псефизма Перикла // Вестник древней истории, 1982, № 1.